# Cossura dayi
Cossura dayi är en ringmaskart som beskrevs av Hartman 1971. Cossura dayi ingår i släktet Cossura och familjen Cossuridae. Inga underarter finns listade i Catalogue of Life.